# Dendromyza reinwardtiana
Dendromyza reinwardtiana är en tvåhjärtbladig växtart som först beskrevs av Carl Ludwig von Blume och Pieter Willem Korthals, och fick sitt nu gällande namn av Danser. Dendromyza reinwardtiana ingår i släktet Dendromyza och familjen Amphorogynaceae. Inga underarter finns listade i Catalogue of Life.